# Anne-Katrine Jahren
Anne-Katrine Jahren, född 1938 i Oslo, är en norsk-svensk målare.
Jahren studerade vid Statens håndverks- og kunstindustriskole i Oslo 1953-1955 och vid Konstfackskolan i Stockholm 1957-1961 samt vid Konsthögskolan i Stockholm 1961-1966. Hon debuterade med en separatutställning i Göteborg 1979 och har medverkat i ett stort antal samlingsutställningar. Hon tilldelades det stora statliga arbetsstipendiet 1976-1977 och Göteborgs kulturstipendium 1979. 